# Ministère de l'Agriculture (Indonésie)
Pour les articles homonymes, voir Ministère de l'Agriculture.
Le ministère de l'Agriculture de l'Indonésie (en indonésien : Kementerian Pertanian) est le ministère du cabinet indonésien chargé de la gestion et du développement de l'agriculture du pays (en). Le ministre de l'Agriculture actuel est Syahrul Yasin Limpo.

## Historique
Le ministère de l'Agriculture est créé le 1er janvier 1905 par le gouvernement néerlandais des Indes orientales sous le nom de Departement van Landbouw (1905). Il est ensuite renommé Departement van Landbouw, Nijverheid en Handel en 1911, puis Departement van Ekonomische Zaken en 1934. 
Après l'indépendance de l'Indonésie, l'agriculture, le commerce et l'industrie relèvent du ministère des Affaires sociales du premier cabinet indonésien. Le premier ministre des Affaires sociales était Soerachman Tjokroadisoerjo. 

## Organisation
Le ministère de l'Agriculture est organisé comme suit : 
- Secrétariat Général
- Direction générale des infrastructures agricoles
- Direction générale des cultures
- Direction générale de l'horticulture
- Direction générale des plantations
- Direction générale de l'élevage et de la santé animale
- Inspection générale
- Agence de recherche et de développement agricoles
- Agence de conseil agricole et de développement des ressources humaines
- Agence de la sécurité alimentaire
- Agence de quarantaine agricole
- Conseiller spécial du ministre pour le développement de la bio-industrie
- Conseiller spécial du ministre pour le commerce et les relations internationales
- Conseiller spécial du ministre pour les investissements agricoles
- Conseiller spécial du ministre pour l'environnement agricole
- Conseiller spécial du ministre pour les infrastructures agricoles